# Hart aber herzlich – Geheimnisse des Herzens
Hart aber herzlich – Geheimnisse des Herzens (Originaltitel: Hart to Hart: Secrets of the Hart) ist ein US-amerikanischer Kriminalfilm, der am 6. März 1995 bei ABC Premiere hatte. In Deutschland fand die Erstausstrahlung am 8. Dezember 1995 auf RTL Television statt. Er ist der fünfte der insgesamt acht Reunionfilme, der von 1979 bis 1984 bei ABC ausgestrahlten Krimiserie Hart aber herzlich.

## Handlung
Jonathan Hart, ein Selfmade-Millionär und Geschäftsführer von Hart Industries, macht mit seiner Frau Jennifer Hart und dem Butler Max Urlaub in San Francisco, um dort bei einer Wohltätigkeitsauktion wertvolle Münzen zu versteigern. Auf dieser Auktion findet Jennifer ein Bild, auf dem Jonathan als dreijähriges Kind und ein Mädchen neben ihm zu sehen sind. Da Jonathan nichts von seiner Kindheit weiß, gehen sie zum Jugendamt und lassen sich Jonathans alte Akte aus dem Waisenhaus zeigen. Dort steht geschrieben, dass Jonathan eine Schwester hat, die er kurz darauf auch findet. Ihr Name ist Maureen Collier.
Während Jonathan von seinem „neuen“ Neffen ein Fest veranstalten lässt, werden die Gäste (inklusive Jonathan und Jennifer) dieser Feier von einem Duo überfallen. Die zur Versteigerung ausgestellten Münzen werden gestohlen und durch Schokoladenmünzen ersetzt. Jonathan und Jennifer glauben, dass Jonathans Neffe Stuart Morris verdächtig ist. Sie finden heraus, dass er ein Betrüger ist und nur an Jonathans Geld herankommen will. Daher fälschte er die Akte von Jonathan und seiner angeblichen Schwester Maureen, die von diesem Schwindel nichts wusste.
Am Ende stellt sich allerdings heraus, dass der Überfall nicht von Stuart, sondern von einem gesuchten Verbrecher-Duo geplant wurde, das am Ende gefasst wird und alles gesteht.

## Trivia
- Am Ende des Spielfilms taucht der Milliardär Donald Trump als echter Bruder von Maureen Collier auf.
- Der gesamte Film spielt ausschließlich in San Francisco.
- Das ist der letzte Film, in dem Lionel Stander mitgewirkt hat. Er starb am 30. November 1994, zwei Wochen nach dem Ende der Dreharbeiten.